# アップグレードゴルフ
『アップグレードゴルフ』は、2023年4月2日から、テレビ東京で毎週日曜午前10時30分に放送されている、ゴルフ番組。

## 概要
プロコーチ内藤雄士の的確レッスンほか、ギアやスタイリストなど各界のスペシャリストたちが劇的変化へ導く！ゴルフファンに捧げるアマチュア応援プログラム。
そして、ゴルフに関わる悩みや疑問に答える「永嶋花音・後藤楽々のゴルフだより」のコーナーがある。

## 出演者
MC
- 内藤雄士※
- わちみなみ（2025年4月6日 - )

「永嶋花音と後藤楽々のゴルフだより」コーナー出演
- 永嶋花音※
- 後藤楽々（2025年4月6日 - )

ナレーション
- 田邉優人
- 針谷桂樹（2024年4月7日 -）

### 過去の出演者
- 袴田彩会（MC、2023年4月2日 - 2025年3月30日）
- 永尾まりや※（「永嶋花音と永尾まりやのゴルフだより」コーナー出演、2023年4月2日 - 2025年3月30日）

※は前番組『ゴルフのキズナ』から継続。

## スタッフ
- 企画・構成：無頼尊
- CAM：榎本和人、柿木一真、三好哲也、唐沢悟
- 音声：吉岡辰沖
- メイク：中田愛美、高橋由香利
- EED：土田重之
- MA：橘田雄也
- 音響効果：小西遣二郎
- タイトル：中村龍太郎
- 技術協力：Enable Studio inc、池田屋、Rays Studio
- 協力：PRGR、LANVIN、PING、BRIDGESTONE、PW CIRCULUS、Callaway、TFW49、UTAA
- AD：吉岡賢二、小菅紗弥花
- AP：嶋田倫明
- ディレクター：仲川周典
- 演出：安倍礼二、今井伸弥
- プロデューサー：横田栄治（テレビ東京）、今村和樹
- 制作協力：UNICORN CREATIVE
- 製作著作：テレビ東京

## 放送時間・配信元
| 放送対象地域   | 放送局         | 系列           | 放送日時                     | 放送期間        | ネット状況 | 備考                                                   |
| -------------- | -------------- | -------------- | ---------------------------- | --------------- | ---------- | ------------------------------------------------------ |
| 関東広域圏     | テレビ東京     | テレビ東京系列 | 日曜 10:30 - 11:00           | 2023年4月2日 -  | 制作局     |                                                        |
| 北海道         | テレビ北海道   | テレビ東京系列 | 日曜 10:30 - 11:00           | 2023年4月2日 -  | 同時ネット |                                                        |
| 愛知県         | テレビ愛知     | テレビ東京系列 | 日曜 10:30 - 11:00           | 2023年4月2日 -  | 同時ネット |                                                        |
| 大阪府         | テレビ大阪     | テレビ東京系列 | 日曜 10:30 - 11:00           | 2023年4月2日 -  | 同時ネット |                                                        |
| 岡山県・香川県 | テレビせとうち | テレビ東京系列 | 日曜 10:30 - 11:00           | 2023年4月2日 -  | 同時ネット |                                                        |
| 福岡県         | TVQ九州放送    | テレビ東京系列 | 日曜 10:30 - 11:00           | 2023年4月2日 -  | 同時ネット |                                                        |
| 和歌山県       | テレビ和歌山   | 独立局         | 土曜 8:00 - 8:30             | 2023年5月6日 -  | 遅れネット |                                                        |
| 奈良県         | 奈良テレビ     | 独立局         | 金曜 1:30 - 2:00（木曜深夜） | 2023年5月19日 - | 遅れネット |                                                        |
| 滋賀県         | びわ湖放送     | 独立局         | 日曜 10:30 - 11:00           | 2023年7月9日 -  | 遅れネット | テレビ東京系列との同時刻ではあるが遅れネット           |
| 青森県         | 青森放送       | 日本テレビ系列 | 第1日曜 16:30 - 17:00        | 2025年4月6日 -  | 遅れネット | 日本テレビ系列の特別番組により、他の週に放送の場合あり |

### ネット配信
- TVer - テレビ東京での放送終了から次回放送日の10:30まで、最新回のみ配信。
- ネットもテレ東